# Équipe du Pérou de Coupe Davis
L'équipe du Pérou de Coupe Davis représente le Pérou à la Coupe Davis. Elle est placée sous l'égide de la Fédération péruvienne de tennis.

## Historique
Créée en 1933, après avoir perdu 2 fois les barrages en 1989 et 1994 l'équipe du Pérou de Coupe Davis a réalisé sa meilleure performance en jouant le premier tour de la Coupe Davis 2008 dans le groupe mondial en battant la Biélorussie mais ne peut rien faire face à l'équipe d'Espagne de Coupe Davis elle perd 5-0. Elle perd par la suite les barrages de la Coupe Davis 2008 du groupe mondial et se retrouve dans le groupe II, puis dans le groupe III pour 2010 après avoir perdu tous ses matchs de la saison de Coupe Davis 2009.

## Joueurs de l'équipe
Les chiffres indiquent le nombre de matchs joués
- Luis Horna
- Iván Miranda
- Matías Silva
- Mauricio Echazú